# أتوجيبانت
أتوجيبانت( Atogepant )، الذي يباع تحت الإسم التجاري كوليبتا( Qulipta )، هو دواء يستخدم للوقاية من الصداع النصفي.  و يؤخذ عن طريق الفم مرة واحدة يومياً.  ولم يسجل مطلقا أن جرعة استخدامه تؤدي إلى الصداع الناجم عن الإفراط في استخدام الدواء. 
تشمل الآثار الجانبية الشائعة له الأعراض التالية: الغثيان و الامساك والتعب.  أما استخدامه في فترة الحمل فقد يضر الجنين.  و لا ينبغي مطلقا أن يعطى للأشخاص الذين يعانون من مشاكل كبيرة في الكبد.  وهو مضاد لمستقبلات الببتيد المرتبطة بجينات الكالسيتونين (CGRPR)، تحديداً جيبانت .  
ووفق على استخدام أتوجيبانت طبيًا في الولايات المتحدة في عام 2021.  رغم ذلك و ابتداء من عام 2022، لم يوافق عليه في أوروبا أو المملكة المتحدة.  في الولايات المتحدة يكلف حوالي 1000 دولار أمريكي شهريًا. 